# العلاقات الأوزبكستانية الأوغندية
العلاقات الأوزبكستانية الأوغندية هي العلاقات الثنائية التي تجمع بين أوزبكستان وأوغندا.

## مقارنة بين البلدين
هذه مقارنة عامة ومرجعية للدولتين:
| وجه المقارنة                                              | أوزبكستان       | أوغندا                        |
| --------------------------------------------------------- | --------------- | ----------------------------- |
| المساحة (كم2)                                             | 448.98 ألف      | 241.04 ألف                    |
| عدد السكان (نسمة)                                         | 32.39 مليون     | 42.86 مليون                   |
| الكثافة السكانية (ن./كم²)                                 | 72.14           | 177.81                        |
| العاصمة                                                   | طشقند           | كامبالا                       |
| اللغة الرسمية                                             | اللغة الأوزبكية | لغة إنجليزية، اللغة السواحلية |
| العملة                                                    | سوم أوزبكستاني  | شيلينغ أوغندي                 |
| الناتج المحلي الإجمالي (بليون دولار)                      | 48.72 مليار     | 25.89 مليار                   |
| الناتج المحلي الإجمالي (تعادل القوة الشرائية) بليون دولار | 190.50 مليار    | 72.25 مليار                   |
| الناتج المحلي الإجمالي الاسمي للفرد دولار أمريكي          | 2.13 ألف        | 705                           |
| الناتج المحلي الإجمالي للفرد دولار أمريكي                 | 5.57 ألف        | 1.77 ألف                      |
| مؤشر التنمية البشرية                                      | 0.675           | 0.483                         |
| رمز المكالمات الدولي                                      | +998            | +256                          |
| رمز الإنترنت                                              | .uz             | .ug                           |
| المنطقة الزمنية                                           | ت ع م+05:00     | ت ع م+03:00                   |

## منظمات دولية مشتركة
يشترك البلدان في عضوية مجموعة من المنظمات الدولية، منها:
| علم المنظمة | اسم المنظمة                               | تاريخ انضمام أوزبكستان | تاريخ انضمام أوغندا |
| ----------- | ----------------------------------------- | ---------------------- | ------------------- |
|             | مؤسسة التنمية الدولية                     | 24 سبتمبر 1992         | 27 سبتمبر 1963      |
|             | يونسكو                                    | 26 أكتوبر 1993         | 9 نوفمبر 1962       |
|             | وكالة ضمان الاستثمار متعدد الأطراف        | 4 نوفمبر 1993          | 10 يونيو 1992       |
|             | الأمم المتحدة                             | 2 مارس 1992            | 25 أكتوبر 1962      |
|             | الفريق المعني برصد الأرض                  | ?                      | ?                   |
|             | الاتحاد البريدي العالمي                   | ?                      | ?                   |
|             | البنك الدولي للإنشاء والتعمير             | 21 سبتمبر 1992         | 27 سبتمبر 1963      |
|             | منظمة التعاون الإسلامي                    | ?                      | ?                   |
|             | منظمة حظر الأسلحة الكيميائية              | ?                      | ?                   |
|             | الاتحاد الدولي للاتصالات                  | 10 يوليو 1992          | 8 مارس 1963         |
|             | مؤسسة التمويل الدولية                     | 30 سبتمبر 1993         | 27 سبتمبر 1963      |
|             | المركز الدولي لتسوية المنازعات الاستشارية | 25 أغسطس 1995          | 14 أكتوبر 1966      |
|             | منظمة الشرطة الجنائية الدولية             | ?                      | ?                   |

## وصلات خارجية
- موقع وزارة الخارجية الأوزبكستانية
- موقع وزارة الخارجية الأوغندية